# Torneo de 's-Hertogenbosch
El Torneo de 's-Hertogenbosch (oficialmente Libema Open) es un torneo de tenis ATP y WTA llevado a cabo en la ciudad de Rosmalen (municipalidad de Bolduque), Países Bajos. Celebrado desde 1990 para los hombres y desde 1996 para las mujeres, el torneo se juega sobre hierba al aire libre. Actualmente está dentro del calendario masculino y femenino en la categoría ATP 250 y WTA 250.
El torneo sirve como preparación para el Campeonato de Wimbledon, que comienza una semana después de la conclusión de este.
Los tenistas que más veces han ganado el torneo son el australiano Patrick Rafter y el francés Nicolas Mahut, con 3 títulos cada uno. En categoría femenina Justine Henin, Tamarine Tanasugarn, Coco Vandeweghe y Ekaterina Alexandrova lo consiguieron en 2 ocasiones cada una.

## Palmarés

### Individual masculino
| Año              | Campeón                                  | Subcampeón                               | Resultado                                |
| ---------------- | ---------------------------------------- | ---------------------------------------- | ---------------------------------------- |
| ↓ ATP Tour 250 ↓ |                                          |                                          |                                          |
| 1990             | Amos Mansdorf                            | Alexander Volkov                         | 6-3, 7-6                                 |
| 1991             | Christian Saceanu                        | Michiel Schapers                         | 6-1, 3-6, 7-5                            |
| 1992             | Michael Stich                            | Jonathan Stark                           | 6-4, 7-5                                 |
| 1993             | Arnaud Boetsch                           | Wally Masur                              | 3-6, 6-3, 6-3                            |
| 1994             | Richard Krajicek                         | Karsten Braasch                          | 6-3, 6-4                                 |
| 1995             | Karol Kucera                             | Anders Järryd                            | 7-6(7), 7-6(4)                           |
| 1996             | Richey Reneberg                          | Stephane Simian                          | 6-4, 6-0                                 |
| 1997             | Richard Krajicek                         | Guillaume Raoux                          | 6-4, 7-6(7)                              |
| 1998             | Patrick Rafter                           | Martin Damm                              | 7-6(2), 6-2                              |
| 1999             | Patrick Rafter                           | Andrei Pavel                             | 3-6, 7-6(7), 6-4                         |
| 2000             | Patrick Rafter                           | Nicolas Escudé                           | 6-1, 6-3                                 |
| 2001             | Lleyton Hewitt                           | Guillermo Cañas                          | 6-3, 6-4                                 |
| 2002             | Sjeng Schalken                           | Arnaud Clément                           | 3-6, 6-3, 6-2                            |
| 2003             | Sjeng Schalken                           | Arnaud Clément                           | 6-3, 6-4                                 |
| 2004             | Michaël Llodra                           | Guillermo Coria                          | 6-3, 6-4                                 |
| 2005             | Mario Ančić                              | Michaël Llodra                           | 7-5, 6-4                                 |
| 2006             | Mario Ančić                              | Jan Hernych                              | 6-0, 5-7, 7-5                            |
| 2007             | Ivan Ljubičić                            | Peter Wessels                            | 7-6, 4-6, 7-6                            |
| 2008             | David Ferrer                             | Marc Gicquel                             | 6-4, 6-2                                 |
| 2009             | Benjamin Becker                          | Raemon Sluiter                           | 7-5, 6-3                                 |
| 2010             | Sergiy Stakhovsky                        | Janko Tipsarević                         | 6-3, 6-0                                 |
| 2011             | Dmitry Tursunov                          | Ivan Dodig                               | 6-3, 6-2                                 |
| 2012             | David Ferrer                             | Philipp Petzschner                       | 6-3, 6-4                                 |
| 2013             | Nicolas Mahut                            | Stanislas Wawrinka                       | 6-3, 6-4                                 |
| 2014             | Roberto Bautista                         | Benjamin Becker                          | 2-6, 7-6(2), 6-4                         |
| 2015             | Nicolas Mahut                            | David Goffin                             | 7-6(1), 6-1                              |
| 2016             | Nicolas Mahut                            | Gilles Müller                            | 6-4, 6-4                                 |
| 2017             | Gilles Müller                            | Ivo Karlović                             | 7-6(5), 7-6(4)                           |
| 2018             | Richard Gasquet                          | Jérémy Chardy                            | 6-3, 7-6(5)                              |
| 2019             | Adrian Mannarino                         | Jordan Thompson                          | 7-6(7), 6-3                              |
| 2020- 2021       | No disputado por la pandemia de COVID-19 | No disputado por la pandemia de COVID-19 | No disputado por la pandemia de COVID-19 |
| 2022             | Tim van Rijthoven                        | Daniil Medvédev                          | 6-4, 6-1                                 |
| 2023             | Tallon Griekspoor                        | Jordan Thompson                          | 6-7(4), 7-6(3), 6-3                      |
| 2024             | Álex de Miñaur                           | Sebastian Korda                          | 6-2, 6-4                                 |
| 2025             | Gabriel Diallo                           | Zizou Bergs                              | 7-5, 7-6(8)                              |

### Individual femenino
| Año        | Campeona                                 | Subcampeona                              | Resultado                                |
| ---------- | ---------------------------------------- | ---------------------------------------- | ---------------------------------------- |
| 1996       | Anke Huber                               | Helena Suková                            | 6-4, 7-6                                 |
| 1997       | Ruxandra Dragomir Ilie                   | Miriam Oremans                           | 5-7, 6-2, 6-4                            |
| 1998       | Julie Halard-Decugis                     | Miriam Oremans                           | 6-2, 6-4                                 |
| 1999       | Kristina Brandi                          | Silvija Talaja                           | 6-0, 3-6, 6-1                            |
| 2000       | Martina Hingis                           | Ruxandra Dragomir Ilie                   | 6-2, 3-0, ret.                           |
| 2001       | Justine Henin                            | Kim Clijsters                            | 6-4, 3-6, 6-3                            |
| 2002       | Eleni Daniilidou                         | Yelena Dementieva                        | 3-6, 6-2, 6-3                            |
| 2003       | Kim Clijsters                            | Justine Henin                            | 6-7(4), 3-0, ret.                        |
| 2004       | Mary Pierce                              | Klara Koukalova                          | 7-6(6), 6-2                              |
| 2005       | Klara Koukalova                          | Lucie Šafářová                           | 3-6, 6-2, 6-2                            |
| 2006       | Michaella Krajicek                       | Dinara Sáfina                            | 6-3, 6-4                                 |
| 2007       | Anna Chakvetadze                         | Jelena Janković                          | 7-6(2), 3-6, 6-3                         |
| 2008       | Tamarine Tanasugarn                      | Dinara Sáfina                            | 7-5, 6-3                                 |
| 2009       | Tamarine Tanasugarn                      | Yanina Wickmayer                         | 6-3, 7-5                                 |
| 2010       | Justine Henin                            | Andrea Petkovic                          | 3-6, 6-3, 6-4                            |
| 2011       | Roberta Vinci                            | Jelena Dokic                             | 6-7(7), 6-3, 7-5                         |
| 2012       | Nadia Petrova                            | Urszula Radwanska                        | 6-3, 6-4                                 |
| 2013       | Simona Halep                             | Kirsten Flipkens                         | 6-4, 6-2                                 |
| 2014       | Coco Vandeweghe                          | Jie Zheng                                | 6-2, 6-4                                 |
| 2015       | Camila Giorgi                            | Belinda Bencic                           | 7-5, 6-3                                 |
| 2016       | Coco Vandeweghe                          | Kristina Mladenovic                      | 7-5, 7-5                                 |
| 2017       | Anett Kontaveit                          | Natalia Vikhlyantseva                    | 6-2, 6-3                                 |
| 2018       | Aleksandra Krunić                        | Kirsten Flipkens                         | 6-7(0), 7-5, 6-1                         |
| 2019       | Alison Riske                             | Kiki Bertens                             | 0-6, 7-6(3), 7-5                         |
| 2020- 2021 | No disputado por la pandemia de COVID-19 | No disputado por la pandemia de COVID-19 | No disputado por la pandemia de COVID-19 |
| 2022       | Ekaterina Alexandrova                    | Aryna Sabalenka                          | 7-5, 6-0                                 |
| 2023       | Ekaterina Alexandrova                    | Veronika Kudermétova                     | 4-6, 6-4, 7-6(3)                         |
| 2024       | Liudmila Samsonova                       | Bianca Andreescu                         | 4-6, 6-3, 7-5                            |

### Dobles masculino
| Año              | Campeones                                | Subcampeones                             | Resultado                                |
| ---------------- | ---------------------------------------- | ---------------------------------------- | ---------------------------------------- |
| ↓ ATP Tour 250 ↓ |                                          |                                          |                                          |
| 1990             | Jakob Hlasek Michael Stich               | Jim Grabb Patrick McEnroe                | 7-6, 6-3                                 |
| 1991             | Hendrik Jan Davids Paul Haarhuis         | Richard Krajicek Jan Siemerink           | 6-3, 7-6                                 |
| 1992             | Jim Grabb Richey Reneberg                | John McEnroe Michael Stich               | 6-4, 6-7, 6-4                            |
| 1993             | Patrick McEnroe Jonathan Stark           | David Adams Andrei Olhovskiy             | 7-6, 1-6, 6-4                            |
| 1994             | Stephen Noteboom Fernon Wibier           | Diego Nargiso Peter Nyborg               | 6-3, 1-6, 7-6                            |
| 1995             | Richard Krajicek Jan Siemerink           | Hendrik Jan Davids Andrei Olhovskiy      | 7-5, 6-3                                 |
| 1996             | Paul Kilderry Pavel Vízner               | Anders Järryd Daniel Nestor              | 7-5, 6-3                                 |
| 1997             | Jacco Eltingh Paul Haarhuis              | Trevor Kronemann David Macpherson        | 6-4, 7-5                                 |
| 1998             | Guillaume Raoux Jan Siemerink            | Joshua Eagle Andrew Florent              | 6-3, 3-6, 6-1                            |
| 1999             | Final suspendida por la lluvia           | Final suspendida por la lluvia           | Final suspendida por la lluvia           |
| 2000             | Martin Damm Cyril Suk                    | Paul Haarhuis Sandon Stolle              | 6-4, 6-7, 7-6                            |
| 2001             | Paul Haarhuis Sjeng Schalken             | Martin Damm Cyril Suk                    | 6-4, 6-4                                 |
| 2002             | Martin Damm Cyril Suk                    | Paul Haarhuis Brian MacPhie              | 7-6, 6-7, 6-4                            |
| 2003             | Martin Damm Cyril Suk                    | Donald Johnson Leander Paes              | 7-5, 7-6                                 |
| 2004             | Martin Damm Cyril Suk                    | Lars Burgsmüller Jan Vacek               | 6-3, 6-7, 6-3                            |
| 2005             | Cyril Suk Pavel Vízner                   | Tomáš Cibulec Leoš Friedl                | 6-3, 6-4                                 |
| 2006             | Martin Damm Leander Paes                 | Arnaud Clément Chris Haggard             | 6-1, 7-6                                 |
| 2007             | Jeff Coetzee Rogier Wassen               | Martin Damm Leander Paes                 | 3-6, 7-6, [12-10]                        |
| 2008             | Mario Ančić Jürgen Melzer                | Mahesh Bhupathi Leander Paes             | 7-6(5), 6-3                              |
| 2009             | Wesley Moodie Dick Norman                | Johan Brunstrom Jean-Julien Rojer        | 7-6(3), 6-7(8), [10-5]                   |
| 2010             | Robert Lindstedt Horia Tecau             | Lukas Dlouhy Leander Paes                | 1-6, 7-5, [10-7]                         |
| 2011             | Daniele Bracciali František Čermák       | Robert Lindstedt Horia Tecau             | 6-3, 2-6, [10-8]                         |
| 2012             | Robert Lindstedt Horia Tecau             | Juan Sebastián Cabal Dmitry Tursunov     | 6-3, 7-6(1)                              |
| 2013             | Max Mirnyi Horia Tecau                   | Andre Begemann Martin Emmrich            | 6-3, 7-6(4)                              |
| 2014             | Jean-Julien Rojer Horia Tecau            | Santiago González Scott Lipsky           | 6-3, 7-6(3)                              |
| 2015             | Ivo Karlović Łukasz Kubot                | Pierre-Hugues Herbert Nicolas Mahut      | 6-2, 7-6(9)                              |
| 2016             | Mate Pavić Michael Venus                 | Dominic Inglot Raven Klaasen             | 3-6, 6-3, [11-9]                         |
| 2017             | Łukasz Kubot Marcelo Melo                | Raven Klaasen Rajeev Ram                 | 6-3, 6-4                                 |
| 2018             | Dominic Inglot Franko Škugor             | Raven Klaasen Michael Venus              | 7-6(3), 7-5                              |
| 2019             | Dominic Inglot Austin Krajicek           | Marcus Daniell Wesley Koolhof            | 6-4, 4-6, [10-4]                         |
| 2020- 2021       | No disputado por la pandemia de COVID-19 | No disputado por la pandemia de COVID-19 | No disputado por la pandemia de COVID-19 |
| 2022             | Wesley Koolhof Neal Skupski              | Matthew Ebden Max Purcell                | 4-6, 7-5, [10-6]                         |
| 2023             | Wesley Koolhof Neal Skupski              | Gonzalo Escobar Aleksandr Nedovyesov     | 7-6(1), 6-2                              |
| 2024             | Nathaniel Lammons Jackson Withrow        | Wesley Koolhof Nikola Mektić             | 7-6(5), 7-6(3)                           |
| 2025             | Matthew Ebden Jordan Thompson            | Julian Cash Lloyd Glasspool              | 6-4, 3-6, [10-7]                         |

### Dobles femenino
| Año        | Campeonas                                | Subcampeonas                              | Resultado                                |
| ---------- | ---------------------------------------- | ----------------------------------------- | ---------------------------------------- |
| 2001       | Ruxandra Dragomir Nadia Petrova          | Kim Clijsters Miriam Oremans              | 7-6(5), 6-7(5), 6-4                      |
| 2002       | Catherine Barclay Martina Muller         | Bianca Lamade Magdalena Maleeva           | 6-4, 7-5                                 |
| 2003       | Yelena Dementieva Lina Krasnoroutskaya   | Nadia Petrova Mary Pierce                 | 2-6, 6-3, 6-4                            |
| 2004       | Lisa McShea Milagros Sequera             | Jelena Kostanić Claudine Schaul           | 7-6(3), 6-3                              |
| 2005       | Anabel Medina Dinara Sáfina              | Iveta Benešová Nuria Llagostera           | 6-4, 2-6, 7-6(11)                        |
| 2006       | Zi Yan Jie Zheng                         | Ana Ivanović María Kirilenko              | 3-6, 6-2, 6-2                            |
| 2007       | Yung-Jan Chan Chia-Jung Chuang           | Anabel Medina Virginia Ruano              | 7-5, 6-2                                 |
| 2008       | Marina Erakovic Michaella Krajicek       | Liga Dekmeijere Angelique Kerber          | 6-3, 6-2                                 |
| 2009       | Sara Errani Flavia Pennetta              | Michaella Krajicek Yanina Wickmayer       | 6-4, 5-7, [13-11]                        |
| 2010       | Alla Kudryavtseva Anastasia Rodionova    | Vania King Yaroslava Shvédova             | 3-6, 6-3, [10-6]                         |
| 2011       | Barbora Zahlavova Klára Zakopalová       | Dominika Cibulková Flavia Pennetta        | 1-6, 6-4, [10-7]                         |
| 2012       | Sara Errani Roberta Vinci                | María Kirilenko Nadia Petrova             | 6-4, 3-6, [11-9]                         |
| 2013       | Irina-Camelia Begu Anabel Medina         | Dominika Cibulková Arantxa Parra          | 4-6, 7-6(3), [11-9]                      |
| 2014       | Marina Erakovic Arantxa Parra            | Michaella Krajicek Kristina Mladenovic    | 0-6, 7-6(5), [10-8]                      |
| 2015       | Asia Muhammad Laura Siegemund            | Jelena Janković Anastasiya Pavliuchenkova | 6-3, 7-5                                 |
| 2016       | Oksana Kalashnikova Yaroslava Shvédova   | Xenia Knoll Aleksandra Krunić             | 6-1, 6-1                                 |
| 2017       | Dominika Cibulková Kirsten Flipkens      | Kiki Bertens Demi Schuurs                 | 4-6, 6-4, [10-6]                         |
| 2018       | Elise Mertens Demi Schuurs               | Kiki Bertens Kirsten Flipkens             | 3-3, ret.                                |
| 2019       | Shuko Aoyama Aleksandra Krunić           | Lesley Kerkhove Bibiane Schoofs           | 7-5, 6-3                                 |
| 2020- 2021 | No disputado por la pandemia de COVID-19 | No disputado por la pandemia de COVID-19  | No disputado por la pandemia de COVID-19 |
| 2022       | Ellen Perez Tamara Zidanšek              | Veronika Kudermétova Elise Mertens        | 6-3, 5-7, [12-10]                        |
| 2023       | Shuko Aoyama Ena Shibahara               | Viktória Kužmová Tereza Mihalíková        | 6-3, 6-3                                 |
| 2024       | Ingrid Neel Bibiane Schoofs              | Tereza Mihalíková Olivia Nicholls         | 7-6(3), 6-3                              |